# كارين سوينسون
كارين سوينسون (بالإنجليزية: Karen Swenson)‏ هي صحفية أمريكية، ولدت في 29 يوليو 1936.